# Neobisium usudi
Espèce
Neobisium usudi est une espèce de pseudoscorpions de la famille des Neobisiidae.

## Distribution
Cette espèce est endémique de Croatie. Elle se rencontre dans le comitat de Split-Dalmatie dans la grotte Špilja u Srednjoj Dalmaciji.

## Publication originale
- Ćurčić, 1988 : Cave dwelling pseudoscorpions of the Dinaric Karst. Slovenska Akademija Znanosti in Umetnosti Razred za Naravoslovne Vede Dela, no 26, p. 1-191.